# Johann Evangelist Helfenzrieder
Johann Evangelist Helfenzrieder (* 9. Dezember 1724 in Landsberg am Lech; † 25. März 1803 in Raitenhaslach bei Altötting) war ein deutscher Jesuit, Mathematiker und Astronom.

## Leben
Helfenzrieder war seit 1745 Jesuit und war an den Ordenshäusern der Jesuiten tätig. Er lehrte er als Magister der Grammatik ein Jahr lang das Fach Poesie und begann anschließend ein Studium der Philosophie und Theologie. Seine Theses ex lingua hebraica verteidigte er in Innsbruck. Im Jahr 1755 wurde er zum Priester geweiht, war 1758 Repititor der hebräischen Sprache und wurde 1759 Professor der Logik in Landsberg. 1760 ging er als Professor der Logik nach Freiburg und wechselte 1761 zur Physik. Danach war er Professor der Physik in Ellwangen, wo er ab 1765 auch Mathematik unterrichtete. Seit 1770 wirkte er als Professor der Mathematik und Physik an der Universität Ingolstadt, wo er sich auf die Teilgebiete Maschinenkunde und Technologie spezialisierte. Er unterrichtete zudem orientalische Sprachen und wurde 1781 seines Amtes enthoben. Helfenzrieder war anschließend für mehrere Jahre als Lehrer für Mathematik und Physik in Kloster Raitenhaslach in Oberbayern aktiv.
Bekannt wurde er durch die Entdeckung des Kometen D/1766 G1, der seinen Namen trug. Dieser wurde von ihm am 1. April 1766 in Dillingen an der Donau entdeckt. Lediglich 8 Tage später entdeckte auch Charles Messier diesen Kometen. Berechnungen ergaben, dass dieser Komet eine Periode von viereinhalb Jahren hatte, er wurde jedoch nie wieder gesehen. Helfenzrieder veröffentlichte mehrere astronomische und physikalische Werke
Seine Dissertatio de distantia locorum (1773) wurde mit einem Preis der Jablonowski-Stiftung ausgezeichnet, der von der Universität Leipzig und der Wissenschaftsgesellschaft Societas Jablonoviana verliehen wurde. Mit seiner Abhandlung über die Frage: „Welches ist die leichteste und wohlfeilste Art von Wasserbau?“ wurde er 1775 in die Bayerische Akademie der Wissenschaften aufgenommen. Helfenzrieder beschäftigte sich zudem mit der aktiven Brandbekämpfung und der Verhinderung der Ausbreitung von Feuersbrünsten, sowie mit der Verbesserung von Feuerspritzen, Luftpumpen oder von Blitzableitern.

## Schriften (Auswahl)
- Tubus astronomicus amplissimi campi cum micrometro suo et fenestellis ocularibus : novum instrumentum multis observationibus opportunum inventum et descriptum. Johann Friedrich Lutzenberger, Ingolstadt 1773 (digitale-sammlungen.de).
- Anfangsgründe der reinen Mathematik, sonderlich für die, welche die Philosophie studieren. Crätz, Ingolstadt 1779 (digitale-sammlungen.de).
- Feuerschutz, oder Mittel die schon erbauten Häuser wider Feuersgefahr zu versichern, daß sie nicht so leicht davon ergriffen werden, wenn benachbarte brennen, und daß eine darinnen entstandene Brunst nicht so leicht von einem Zimmer ins andere, oder einem Stockwerke ins andere, oder vom Dache herunter in das übrige Haus sich ausbreite. Rieger, Augsburg 1788 (digitale-sammlungen.de).
- Vollständiger und ausführlicher Unterricht gute Sonnenuhren […] zu machen als ein Beytrag zur Gnomonik, etc. Augsburg 1790.
- Abhandlung vom Gebrauche der Erde und des Sandes, oder der Asche, zur Löschung der Feuersbrünste, um ihnen Einhalt zu thun, und einigen andern darzu, oder wenigst zur Verminderung der davon entstehenden Schäden dienlichen Mitteln : Nebst einem kurzen Nachtrage zu seinen Beyträgen zur bürgerlichen Baukunst. Rieger, Augsburg 1794 (digitale-sammlungen.de).